# Troisième chambre civile de la Cour de cassation française
La troisième chambre civile de la Cour de cassation française est la formation de cette juridiction particulièrement compétente en matière immobilière.

## Compétence
La troisième chambre civile comprend deux sections, dont les attributions sont :

### Première section: Construction et vente immobilière
- Assurance construction

- Ventes d'immeubles
- Contrats d'entreprise et de travaux
- Responsabilité des architectes, entrepreneurs et promoteurs
- Construction
- Société civile immobilière
- Promotion immobilière
- Environnement et pollutions

### Seconde section: Baux, servitudes, copropriété, hypothèques
- Actions possessoires
- Copropriété
- Lotissement
- Remembrement
- Urbanisme
- Hypothèques et privilèges immobiliers
- Publicité foncière
- Baux d'habitation
- Baux commerciaux
- Baux ruraux
- Propriété immobilière (revendication, servitudes, bornage, mitoyenneté...)

## Composition
Voir la page de la Cour de cassation sur ce sujet : .